# Maulets

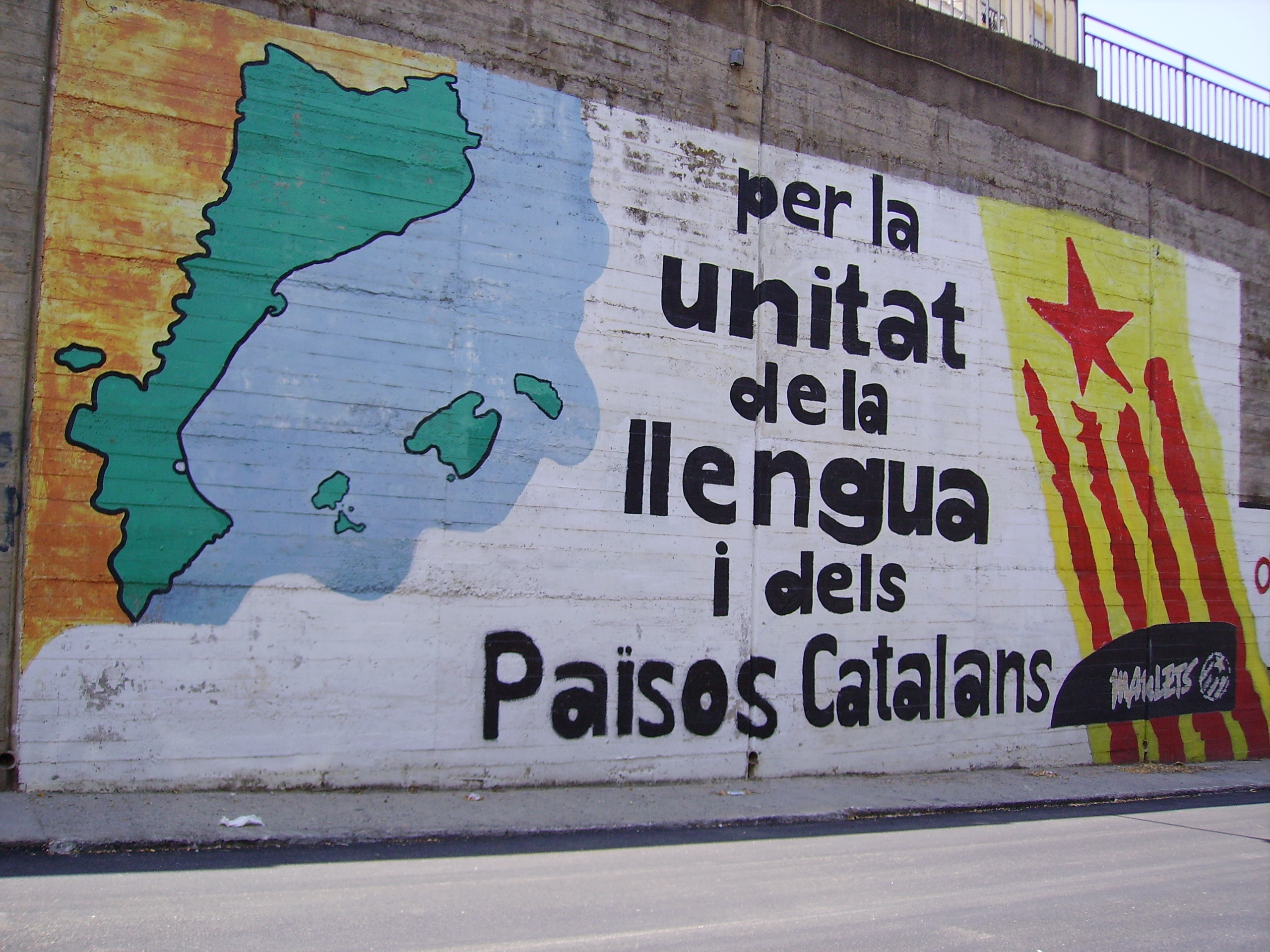
Murale in Argentona, Maresme

Maulets (catalano orientale məwˈɫɛts, catalano occidentale mawˈlets) era un'organizzazione politica giovanile del movimento indipendentista catalano. Maulets fu fondato nel 1988 come ala giovanile di Catalunya Lliure. Il termine "maulet" proviene dal nome popolare dato da Carlo VI ai filo-austriaci nel Regno di Valenza durante la guerra di successione spagnola.